# Yo perreo sola
«Yo perreo sola» es una canción del cantante puertorriqueño Bad Bunny con la interpretación de la cantante Nesi, la cual no aparece acreditada dentro del álbum. Se estrenó como el cuarto sencillo de su segundo álbum de estudio en solitario YHLQMDLG por Rimas Entertainment el 27 de marzo de 2020. El remix oficial de la canción cuenta con la participación de Nesi y Ivy Queen.

## Composición
El tema «Yo perreo sola» representa un himno para las mujeres, abordando el mensaje de individualidad de las mujeres al momento de bailar, dejando en claro que ellas pueden bailar solas, sin necesidad de tener a un hombre cerca.

## Vídeo musical
El vídeo musical de «Yo perreo sola», dirigido por el propio cantante en colaboración con Stillz, se estrenó el 27 de marzo de 2020. En el videoclip, Bad Bunny aparece vestido de mujer, parecido al atuendo que usó Cardi B en el sencillo «I Like It». Intenta reforzar el empoderamiento de la mujer presente en la canción, con el mensaje final «Si no quiere bailar contigo, respeta», «Ella perrea sola», además de las frases «Las mujeres mandan» y «Ni una menos».

## Posicionamiento en listas
| Listas (2020)                         | Mejor posición |
| ------------------------------------- | -------------- |
| Argentina (Argentina Hot 100)         | 2              |
| Chile (Monitor Latino)                | 1              |
| Costa Rica (Monitor Latino)           | 10             |
| Colombia (Monitor Latino)             | 5              |
| El Salvador (Monitor Latino)          | 7              |
| Ecuador (Monitor Latino)              | 4              |
| España (PROMUSICAE)                   | 4              |
| Estados Unidos (Billboard Hot 100)    | 53             |
| Estados Unidos (Hot Latin Songs)      | 2              |
| Estados Unidos (Latin Rhythm Airplay) | 1              |
| Estados Unidos (Latin Airplay)        | 1              |
| Guatemala (Monitor Latino)            | 13             |
| Honduras (Monitor Latino)             | 5              |
| Nicaragua (Monitor Latino)            | 1              |
| Perú (Monitor Latino)                 | 4              |
| Puerto Rico (Monitor Latino)          | 12             |
| Venezuela (Monitor Latino)            | 16             |

## Certificaciones
| País (organismo certificador) | Certificación       | Unidades certificadas |
| ----------------------------- | ------------------- | --------------------- |
| España (PROMUSICAE)           | 2x Platino          | 80 000                |
| Estados Unidos (RIAA)         | 24x Platino (Latin) | 1 440 000             |